# Pierre Colpin
Pour les articles homonymes, voir Colpin.
Pierre Colpin (18 avril 1900 à Lille en France - 16 mars 1923 à Gelsenkirchen-Buer en Allemagne) est un militaire français. Lieutenant dans l'armée d'occupation de la Ruhr en 1923, il fut tué par des Allemands et eut droit à des obsèques nationales en France. 

## Biographie
Il est le fils d'un libraire lillois. Il est entré chez les frères prêcheurs puis, à l’âge de 19 ans, comme novice dominicain à la faculté libre des sciences de Lille. Le 5 avril 1921, il est incorporé comme simple soldat au 151e régiment d’infanterie. Il devient rapidement caporal puis, en 1922, il est nommé sous-lieutenant de réserve au 17e bataillon de chasseurs à pied basé à Trèves (Allemagne) puis à Duisbourg dans la Ruhr. Il sera titulaire de la médaille de Haute Silésie et chevalier de la Légion d'honneur à titre posthume.
Dans le cadre des réparations de la Première Guerre mondiale, la France occupe la Ruhr à partir du 11 janvier 1923. Pierre Colpin est tué à coup de revolver par des Allemands, à proximité de l’église de St. Urbanus à Gelsenkirchen-Buer en Allemagne, le 10 mars 1923. André Maginot, ministre de la Guerre, qualifie cet acte d’assassinat. La dépouille de Pierre Colpin est ramenée à Lille le 16 mars 1923. Lors de la traversée des villes allemandes, les soldats français frappent les passants allemands ne se découvrant pas au passage du convoi funéraire.  
Les obsèques nationales du lieutenant Colpin sont célébrées en présence du maréchal de France Louis Franchet d'Espèrey, représentant le gouvernement et l’armée, en l'église Saint-Maurice de Lille le 21 mars 1923. Il est ensuite inhumé au cimetière du Bourg à Flers-lez-Lille. Curieusement se trouvent actuellement deux sépultures à son nom, l’une militaire, l’autre civile.
Pierre Colpin est membre de l'Action française.
Le musée du Terroir de Villeneuve-d'Ascq possède quelques souvenirs et les renseignements biographiques de ce soldat.
Les villes de Lille en 1951, Flers-lez-Lille en 1963 et Busigny, dans le nord de la France ont donné son nom à l’une de leurs rues,.

## Distinctions
- Chevalier de la Légion d'honneur (1923)